# Sošice
Sošice is een plaats in de gemeente Žumberak in de Kroatische provincie Zagreb. De plaats telt 99 inwoners (2001).